# Liste der Gemeindeverbände im Département Isère
Das Département Isère liegt in der Region Auvergne-Rhône-Alpes in Frankreich. Es untergliedert sich in 18 Gemeindeverbände.
Siehe auch: Liste der Gemeinden im Département Isère

## Gemeindeverbände

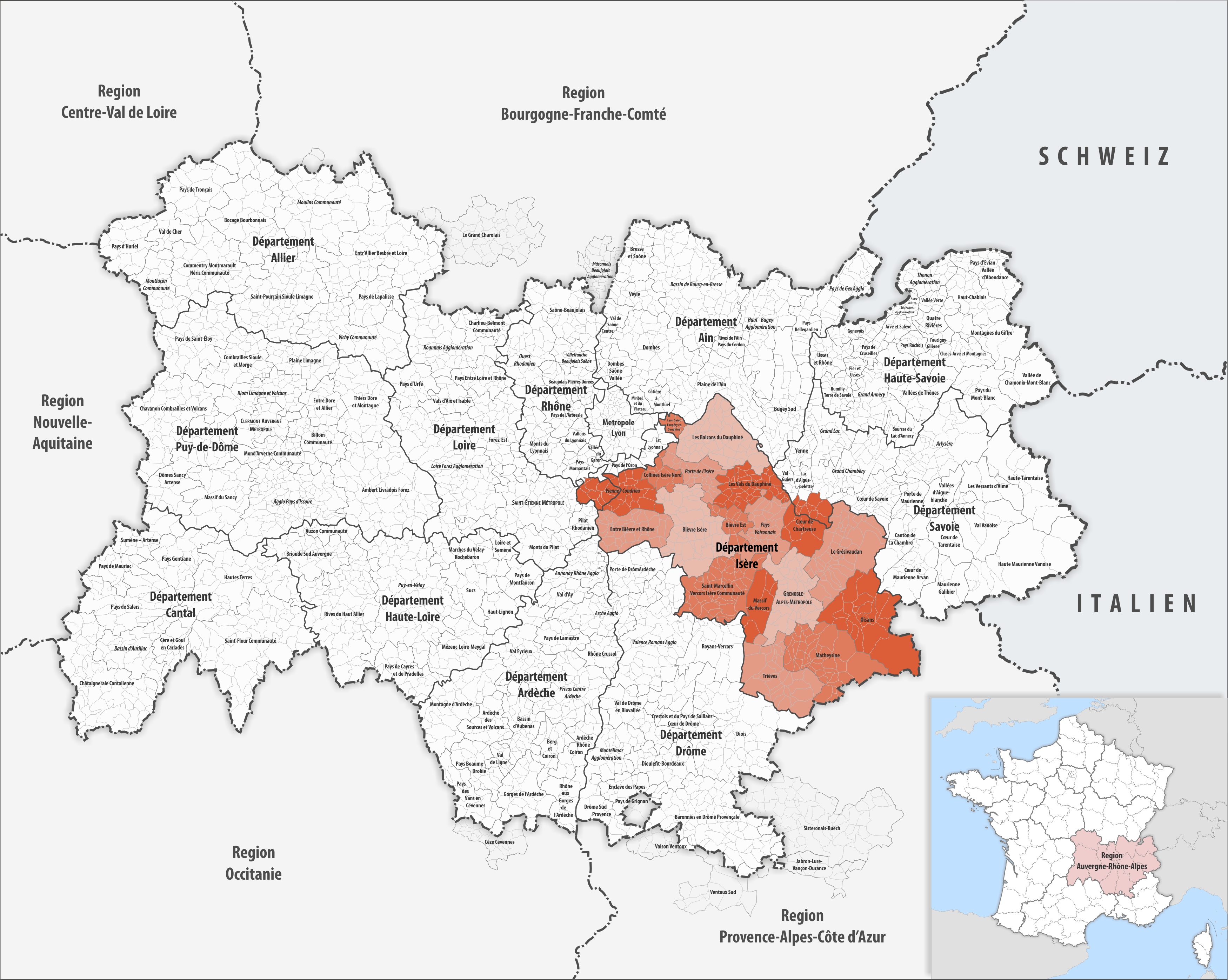
Gemeindeverbände im Département Isère

| Gemeindeverband                          | Gemeinden im Départ./Verband | Einwohner 1. Januar 2022 | Fläche km² | Dichte Einw./km² | SIREN- Nummer | Rechtsform                 | Gründungsdatum    |
| ---------------------------------------- | ---------------------------- | ------------------------ | ---------- | ---------------- | ------------- | -------------------------- | ----------------- |
| Bièvre Est                               | 14/14                        | 23.032                   | 154,40     | 149              | 243 801 073   | Communauté de communes     | 15. Dezember 2001 |
| Bièvre Isère                             | 50/50                        | 56.117                   | 695,63     | 81               | 200 059 392   | Communauté de communes     | 1. Januar 2016    |
| Cœur de Chartreuse                       | 7/17                         | 17.165                   | 356,79     | 48               | 200 040 111   | Communauté de communes     | 1. Januar 2014    |
| Collines Isère Nord Communauté           | 10/10                        | 25.455                   | 137,97     | 184              | 243 801 255   | Communauté de communes     | 12. Dezember 2001 |
| Entre Bièvre et Rhône                    | 37/37                        | 69.968                   | 409,92     | 171              | 200 085 751   | Communauté de communes     | 1. Januar 2019    |
| Grenoble-Alpes-Métropole                 | 49/49                        | 449.509                  | 545,54     | 824              | 200 040 715   | Métropole                  | 1. Januar 2014    |
| Le Grésivaudan                           | 43/43                        | 103.196                  | 676,74     | 152              | 200 018 166   | Communauté de communes     | 19. Dezember 2008 |
| Les Balcons du Dauphiné                  | 47/47                        | 78.705                   | 617,18     | 128              | 200 068 542   | Communauté de communes     | 1. November 2016  |
| Les Vals du Dauphiné                     | 36/36                        | 64.457                   | 347,37     | 186              | 200 068 567   | Communauté de communes     | 10. November 2016 |
| Lyon Saint Exupéry en Dauphiné           | 6/6                          | 29.944                   | 61,54      | 487              | 243 800 935   | Communauté de communes     | 21. Dezember 1993 |
| Massif du Vercors                        | 6/6                          | 11.997                   | 255,00     | 47               | 243 801 024   | Communauté de communes     | 15. Dezember 2000 |
| Matheysine                               | 43/43                        | 19.010                   | 638,68     | 30               | 200 040 657   | Communauté de communes     | 1. Januar 2014    |
| Oisans                                   | 19/19                        | 10.172                   | 546,09     | 19               | 243 800 745   | Communauté de communes     | 24. Dezember 2001 |
| Pays Voironnais                          | 31/31                        | 96.688                   | 367,34     | 263              | 243 800 984   | Communauté d’agglomération | 2. Dezember 1999  |
| Porte de l’Isère                         | 22/22                        | 111.450                  | 245,91     | 453              | 243 800 604   | Communauté d’agglomération | 1. Januar 2007    |
| Saint-Marcellin Vercors Isère Communauté | 47/47                        | 45.048                   | 596,19     | 76               | 200 070 431   | Communauté de communes     | 1. Januar 2017    |
| Trièves                                  | 27/27                        | 10.338                   | 631,78     | 16               | 200 030 658   | Communauté de communes     | 28. Dezember 2011 |
| Vienne Condrieu                          | 18/30                        | 94.864                   | 418,95     | 226              | 200 077 014   | Communauté d’agglomération | 1. Januar 2018    |